# 川上村 (和歌山県)
川上村（かわかみむら）は、和歌山県日高郡にあった村。現在の日高川町の東部、日高川および初湯川の流域にあたる。

## 地理
- 山岳：白馬山、東谷山、白井山、石堂山、若藪山、臼ヶ岡山、矢筈岳、清冷山
- 河川：日高川、初湯川、猪谷川

## 歴史

### 村名の由来
日高川の上流域に位置することによる。

### 沿革
- 1889年（明治22年）4月1日 - 町村制の施行により、川原河村・上越方村・浅間村・熊野川村・滝頭村・初湯川村・上初湯川村・愛川村・皆瀬村・弥谷村の区域をもって発足。
- 1953年（昭和28年）7月17日・18日 - 紀州大水害を受ける。応急住宅141戸の建設が進められたが、完成が遅れて住環境が悪化した[1]。
- 1956年（昭和31年）3月31日 - 寒川村と合併して美山村が発足。同日川上村廃止。